# Mattia Palazzi
Mattia Palazzi (Mantova, 31 gennaio 1978) è un politico italiano, sindaco di Mantova dal 15 giugno 2015.

## Biografia
Impegnato politicamente fin da giovane con la Sinistra Giovanile, frequenta l'Istituto d'arte di Mantova. Nel 2000 viene eletto, a 22 anni, consigliere comunale. Riconfermato nel 2005, viene nominato assessore comunale al welfare e alle politiche giovanili della sua città, rimanendo in carica fino al 2008 per poi diventare membro dell'assemblea cittadina del Partito Democratico.
All'inizio del 2015 presenta la sua candidatura a sindaco di Mantova in vista delle elezioni amministrative. Dopo aver prevalso al primo turno con il 46,50% dei voti, vince anche al ballottaggio con il 62,56% battendo la candidata di centro-destra Paola Bulbarelli.
Ricandidatosi per un secondo mandato alle elezioni comunali del 2020, viene rieletto al primo turno con il 70,75% dei voti, battendo il candidato per il centro-destra Stefano Rossi, rimasto fermo al 22,10%.